# Lastreopsis novoguineensis
Lastreopsis novoguineensis är en träjonväxtart som beskrevs av Holtt. Lastreopsis novoguineensis ingår i släktet Lastreopsis och familjen Dryopteridaceae. Inga underarter finns listade.